# Arthur Henderson
Arthur Henderson (Glasgow, 13 de Setembro de 1863 — Londres, 20 de Outubro de 1935) foi um pacifista e político britânico. Foi agraciado com o Nobel da Paz de 1934, presidente da Conferência de Desarmamento da Liga das Nações.

## Biografia
Ele trabalhou como operário até entrar no Parlamento em 1903. Ele era líder do Partido Trabalhista, "assessor de assuntos dos trabalhadores" durante o governo de Lloyd George (1915 - 1916), Ministro do Interior (1924) e Ministro de Relações Exteriores (1929 - 1931).
Ele foi eleito presidente da Conferência de Desarmamento de Genebra em 1932, para esse papel em 1934 ele foi agraciado com o Prêmio Nobel da Paz.
Foi membro do Parlamento pelo Widnes College (1919-1922), pelo Newcastle-upon-Tyne East (1923), pelo Burnley (1924-1931) e pelo Clay Cross (1933-1935).